# Лі Юн
Лі Юн (李邕, 678 — 747) — китайський каліграф стел (бей) часів династії Тан. Його називали «рукою безсмертного у каліграфії».

## Життєпис
Народився у 678 році в Янчжоу (на території сучасної провінції Цзянсу). Про родину та життя мало відомостей. Усе життя займався вивченням та вдосконаленням мистецтва каліграфії, наслідуючи майстра Ван Січжи. Сконав у 747 році.

## Творчість
Лі Юн розвивав свій стиль не шляхом зовнішнього наслідування Ван Січжи, а через досягнення внутрішнього співзвуччя творчих принципів. Лі Юн домагався підсилення і ущільненості пластики рис. Йому приписуються слова: «Схожий на мене — вульгарний; той, хто вчиться у мене, — мертвий», які підкреслюють його переконаність у необхідності створення власного стилю. Твори каліграфа відомі тільки по відбитках (ке-ті) та копіям (лінь) часів династії Сун.
Одним з найкращих прикладів стилю Лі Юна почерком сіншу вважається стела на честь живописця Лі Сисюня. Стела «Лі Сисюнь бей» була створена у 720 році. Складається з 30 стовбців по 70 ієрогліфів в кожному. Стиль Лі Юна ґрунтувався на поєднанні двох почерків — сіншу і кайши. Його каліграфія позбавлена суворої нормативності, характерної для танського статуту, а рисам властива деяка подовженість пропорцій, висхідна до творів каліграфа періоду правління династії Південна Ці Бей Іюаня.